# Lực cuốn trôi
Lực cuốn trôi là lực của nước khi chuyển động tác dụng vào vật nằm lơ lửng trong môi trường nước tại nơi mà nước đang chuyển động, lực này làm cho vật di chuyển theo hướng chuyển động của dòng nước và có tốc độ gần như bằng với tốc độ của nước. Ngoài thiên thiên sự chuyển động của nước mang một nguồn năng lượng rất lớn, con người đã biết cách khai thác một phần nguồn năng lượng này như thủy điện, bờ xe nước, bè gỗ,...